# Kościół na Skeppsholmen
Kościół na Skeppsholmen (szw. Skeppsholmskyrkan) – były kościół parafialny ewangelicko-luterańskiego Kościoła Szwecji położony na sztokholmskiej wyspie Skeppsholmen, zdesakralizowany 5 grudnia 2001, od 2010 pełniący funkcję sali koncertowej im. Erica Ericsona (Eric Ericsonhallen). 
Kościół otrzymał w 1842 dedykację na cześć króla Szwecji Karola XIV Jana. Należy do najważniejszych zabytków architektury klasycystycznej na terenie Szwecji.
Obiekt ma status zabytku sakralnego według rozdz. 4 Kulturminneslagen (pol. Prawo o pamiątkach kultury), ponieważ został wzniesiony przed końcem 1939 (3 §).

## Historia
Podczas dużego pożaru szalejącego w czerwcu 1822 na półwyspie Blasieholmen w Sztokholmie zniszczeniu uległ tzw. „kościół na wysepce” („Holmkyrkan”) należący do parafii admiralicji (Amiralitetsförsamling); obecnie na jego miejscu znajduje się Nationalmuseum.
Po pożarze na terenie stoczni na Skeppsholmen zbudowano prowizoryczny kościół. W tym samym czasie podpułkownik floty, architekt Fredrik Blom otrzymał zadanie zaprojektowania nowego kościoła. Jego budowa rozpoczęła się w 1824, ale była kilkakrotnie przerywana. W 1832 ukończone zostały mury kościoła, a w roku następnym zbudowano kopułę, po czym prace budowlane ponownie stanęły w miejscu. Dopiero w 1841 na kopule zbudowano latarnię. 24 lipca 1842 miała miejsce uroczysta inauguracja kościoła, który został oficjalnie dedykowany królowi Karolowi XIV Janowi. 
W 1863 wymieniono drewnianą posadzkę na kamienną. W 1894 wykonano drobne prace remontowe. 
W latach 20. XX w. większość budynków na Skeppsholmen (w tym również kościół) pomalowano na kolor żółty, który uważano za tradycyjny. W 1998 podczas renowacji kościoła przywrócono mu pierwotne, jasne kolory. 5 grudnia 2001 kościół został zdesakralizowany. Od 2002 nie jest już miejscem kultu. W przeszłości pełnił obok funkcji sakralnej również rolę sali koncertowej i tę funkcję otrzymał również po desakralizacji. Wiosną 2010 stał się siedzibą założonego 4 lata wcześniej Eric Ericson International Choral Centre, a sam budynek określa się odtąd mianem Eric Ericsonhallen.

## Architektura
Ośmiokątny budynek kościoła utrzymany jest w duchu neoantycznym. Wewnątrz otrzymał niezwykły kształt rotundy, przekrytej sklepieniem kopułowym. Kościół kształtem swym nawiązuje do starożytnego rzymskiego Panteonu, a także do kościoła Świętej Trójcy w Karlskronie. Kopułowe sklepienie podtrzymywane jest przez łukowe arkady wsparte na ustawionych parami kolumnach w porządku jońskim. Między usytuowanymi koliście arkadami a ośmiokątnym murem świątyni znajduje się obejście nadające wnętrzu kształt rotundy. Charakterystyczne dla stylu empire oświetlenie wnętrza zapewniają okna umieszczone we wszystkich stronach świata; kościół różni się tym samym od swego rzymskiego pierwowzoru, którego wnętrze oświetlane jest przez otwór w dachu. Każdy otwór okienny w murach kościoła ma kształt kwadratu podzielonego czterema filarami i zwieńczonego lunetą. 
Akustyka wnętrza sprawia, iż nadaje się ono do koncertów. Znaczenie kościoła na Skeppsholmen jest tym większe, iż zachował on swój pierwotny kształt i wyposażenie, podczas gdy wnętrza wielu innych kościołów zbudowanych w tym samym okresie zostały przekształcone. 

## Wyposażenie
Obraz ołtarzowy namalował w 1849 J. G. Sandberg. Ambonę zaprojektował Fredrik Blom. Jej podstawę tworzą cztery delfiny, przypominające o morskim charakterze kościoła. Na prawo od prezbiterium umieszczono obraz „Chrystus idący na Golgotę” pędzla J. Fr. von Breda z 1816. Był to pierwotnie obraz ołtarzowy w kościele na wysepce i został uratowany z pożaru, podobnie jak XVII-wieczny srebrny dzban i mosiężny świecznik. Okręt wotywny w kształcie korwety został ofiarowany kościołowi w 1930 przez wdowę po komandorze C. Puke, który otrzymał go z kolei w prezencie od króla Oskara II. Malowidła wewnątrz kościoła wykonał Per Emanuel Limnel. Organy zostały zbudowane w 1876, a w 1930 poddane renowacji.

## Ochrona konserwatorska
Kościół na Skeppsholmen należy do najważniejszych zabytków architektury neoklasycystycznej na terenie Szwecji. Ma kształt starożytnej świątyni, jego architektura zawiera wszystkie ówczesne założenia neoklasycyzmu: kolumny, kopułowe sklepienie wewnątrz i kopułę zewnętrzną zwieńczoną latarnią. Kościół ma status pomnika narodowego (szw. statligt byggnadsminne), co oznacza, iż sposób jego konserwacji określają specjalne przepisy dotyczące ochrony; wynika z nich, które elementy architektoniczne budynku nie powinny być zmieniane. Dotyczy to np. zewnętrznej przebudowy lub pierwotnego rozplanowania. Oznacza to również m.in., iż powinny pozostać na swym miejscu: krzyż na kopule, ambona i ołtarz. W celu utrzymania budynku kościoła w jak najlepszym stanie, Państwowy Zarząd Nieruchomości (Statens fastighetsverk) zrealizował szereg projektów renowacyjnych. Oczyszczono m.in. kasetonowe sklepienie i usunięto oryginalne malowidła na ambonie odsłaniając marmur kararyjski i misterną snycerkę w kształcie pozłacanych liści. Zainstalowano centralne ogrzewanie, naturalną wentylację, nową instalację elektryczną i oświetlenie.

## Parafia Skeppsholmen
Do parafii Skeppsholmen (Skeppsholmens församling) należał personel marynarki wojennej wraz z rodzinami (w 1842 ok. 2000 osób). Niektórzy z nich mieszkali na okolicznych wysepkach, ale większość w innych dzielnicach Sztokholmu. W 1969 stocznia marynarki wojennej została zamknięta, a parafia rozwiązana. 
W 1989 jej obszar został włączony w skład parafii katedralnej (Stockholms domkyrkoförsamling).